# Fångdräkt

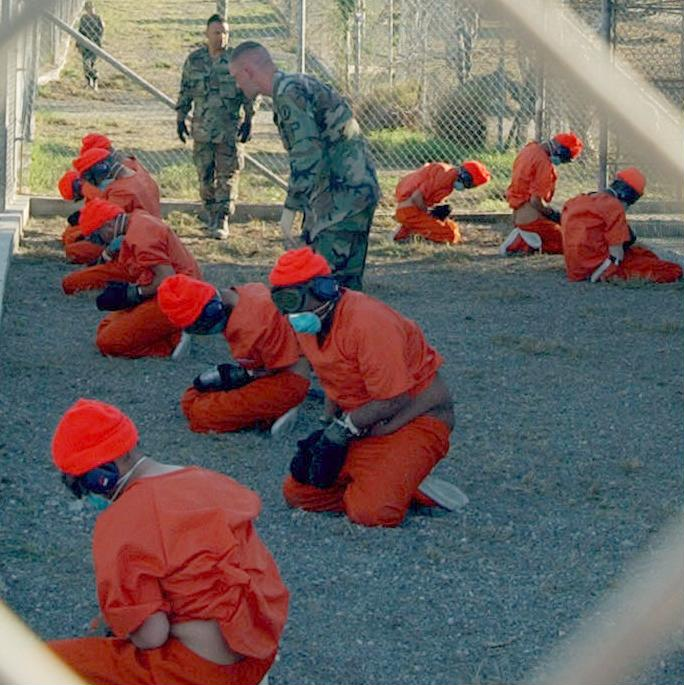
Fångar på Guantánamobasen.

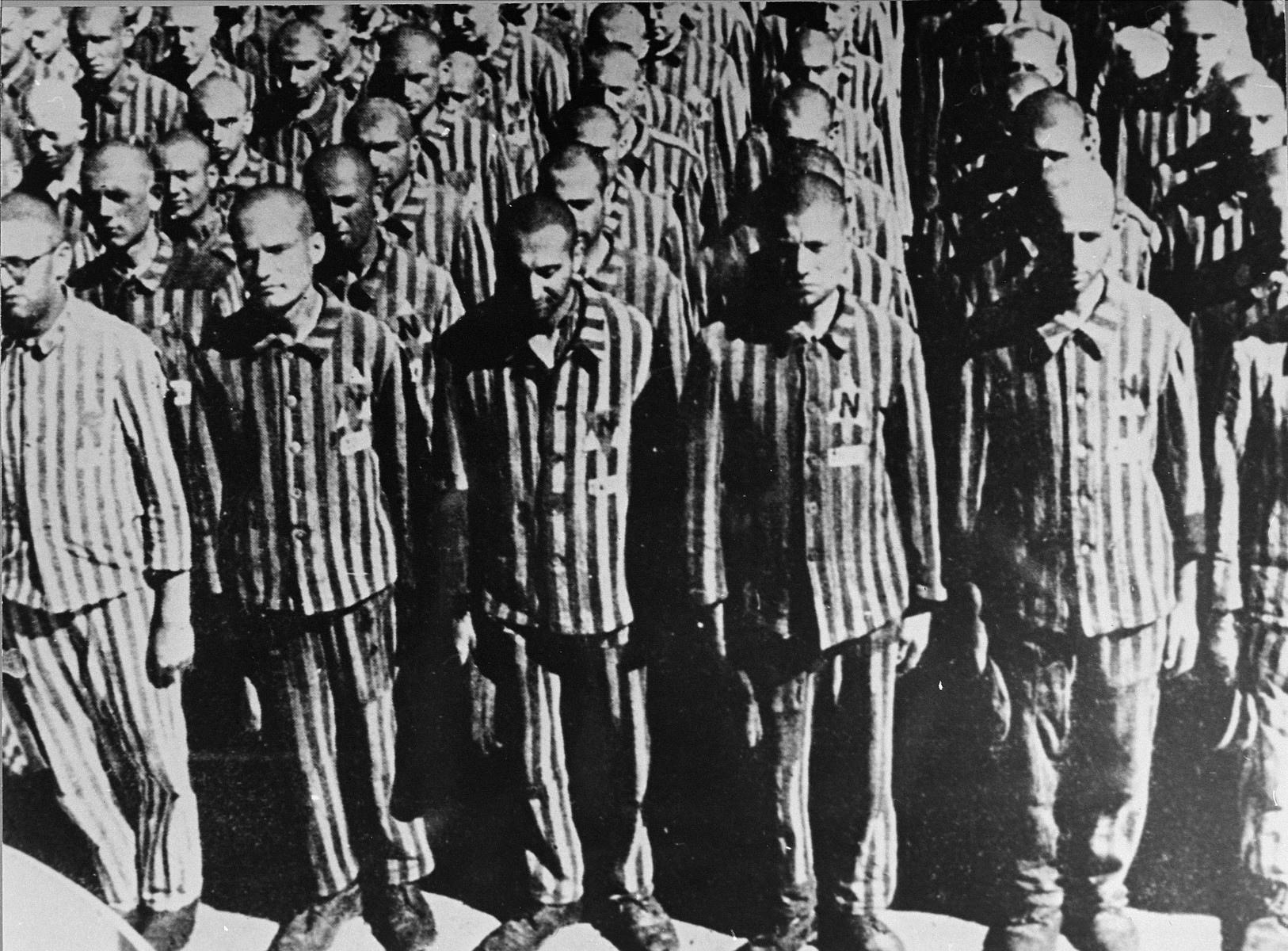
Nederländska judar i koncentrationslägret Buchenwald i Nazityskland.

En fångdräkt är en typ av uniform som bärs av interner på fängelser. Fängelseuniformer används för att lättare kunna identifiera och kroppsvisitera fångar.

## Nordamerika
I USA består fängelseuniformen vanligtvis av en orange eller gul overall eftersom dessa i allmänhet skiljer ut sig från vanliga kläder, vilket gör det svårare för fången att smälta in i folkmängder. På motsvarande sätt har säckiga lila och gröna kläder använts i Kanada. Uniformer som också förekommer i USA är blåjeans kombinerat med en ljusblå skjorta. Den välkända svart/vit-randiga uniformen började användas i USA på 1800-talet och slopades i början av 1900-talet, men är återinförd på flera amerikanska fängelser. Ränderna symboliserar skam.

## Sverige
I Sverige tillhandahåller Kriminalvården kläder för den som är häktad eller intagen på fängelse. 

### Häkte
Personer som är häktade har även möjlighet att ha egna kläder. Häkteskläder består vanligen av sportskor eller tofflor, träningsbyxor, t-tröja och en fleecetröja eller liknande.

### Fängelse
Fångar får inte bära egna kläder i fängelse. Män bär tröja, t-tröja och byxor, sommartid kan shorts bäras. Kvinnor får även bära kjol eller knälång klänning.